# Donald Hodson
Donald Hodson (Adelaide, 1927 – Victoria, 3 giugno 2005) è stato un attore australiano.

## Biografia
Donald Hodson esordisce nell'ambiente cinematografico a partire dalla seconda metà degli anni settanta in ruoli da caratterista; data la sua versatilità nel sapersi adattare ai vari tipi di ruoli che ha interpretato, ha attraversato diversi generi: drammi, commedie e thriller.
Dotato di un volto tipicamente scolpito, Hodson ha interpretato spesso ruoli tipici dell'entroterra inglese come aristocratici o predicatori religiosi; tra i ruoli più importanti, quello del santone "Babasciò" in Sono un fenomeno paranormale con Alberto Sordi e quello del pastore ebreo "Elia" in Renegade - Un osso troppo duro.
Durante la sua carriera ha collaborato spesso con troupe e registi italiani pur recitando esclusivamente in inglese. Il suo ultimo film è stato Il mio West.

## Filmografia

### Cinema
- Il Casanova di Federico Fellini, regia di Federico Fellini (1976)
- Scontri stellari oltre la terza dimensione, regia di Luigi Cozzi (1978)
- Black Stallion, regia di Carroll Ballard (1979)
- Alien 2 sulla Terra, regia di Ciro Ippolito (1980)
- She, regia di Avi Nesher (1984)
- Ator 2 - L'invincibile Orion, regia di Joe D'Amato (1984)
- Ladyhawke, regia di Richard Donner (1985)
- Sono un fenomeno paranormale, regia di Sergio Corbucci (1985)
- Three Men on Fire, regia di Richard Harrison (1986)
- Elogio della pazzia, regia di Roberto Aguerre (1986)
- Lone Runner - Lo scrigno dei mille diamanti, regia di Ruggero Deodato (1986)
- Renegade - Un osso troppo duro, regia di E.B. Clucher (1987)
- Le vie del Signore sono finite, regia di Massimo Troisi (1987)
- L'ultima tentazione di Cristo (The Last Temptation of Christ), regia di Martin Scorsese (1988)
- Transformation, regia di Jay Kamen (1988)
- L'estate stregata (Haunted Summer), regia di Ivan Passer (1988)
- Il giovane Toscanini, regia di Franco Zeffirelli (1988)
- Ghoulise 2 - Il principe degli scherzi, regia di Albert Band (1988)
- Spellcaster, regia di Rafal Zielinski (1988)
- Étoile, regia di Peter Del Monte (1989)
- Sinbad of the Seven Seas, regia di Enzo G. Castellari (1989)
- La più bella del reame, regia di Cesare Ferrario (1989)
- Tolgo il disturbo, regia di Dino Risi (1990)
- Frankenstein oltre le frontiere del tempo (Frankenstein Unbound), regia di Roger Corman (1990)
- Fuga da Kayenta, regia di Fabrizio De Angelis (1991)
- Blue Tornado, regia di Antonio Bido (1991)
- Beyond Justice, regia di Duccio Tessari (1992)
- Prova di memoria, regia di Marcello Aliprandi (1992)
- Blu notte, regia di Giorgio Serafini (1992)
- Storia di una capinera, regia di Franco Zeffirelli (1993)
- Miele dolce amore, regia di Enrico Coletti (1994)
- La chance, regia di Aldo Lado (1994)
- La regina degli uomini pesce, regia di Sergio Martino (1995)
- Il mio West, regia di Giovanni Veronesi (1998)

### Televisione
- Il treno per Istanbul, regia di Gianfranco Mingozzi (1980)
- The Day Christ Died, regia di James Cellan Jones (1980)
- Big Man, regia di Steno (1988)
- La collina del diavolo, regia di Vittorio Sindoni (1988)
- La primavera di Michelangelo (A Season of Giants), regia di Jerry London (1990)
- Il principe del deserto, regia di Duccio Tessari (1991)
- Age of Treason, regia di Kevin Connor - film TV (1993)

## Doppiatori italiani
- Elio Pandolfi in Sono un fenomeno paranormale
- Sergio Fiorentini in Renegade - Un osso troppo duro
- Gil Baroni in Frankenstein oltre le frontiere del tempo